# Anthus vaalensis
Anthus vaalensis là một loài chim trong họ Motacillidae.